# Урц (планина)
Урц је планина у Јерменији. Налази се у северном делу марза Арарат, западно од ексклаве Карки. Представља јужни део Гегамских планина. Дужина планине је 28 км.
Највиши врх налази се на надморској висини од 2.425 метара. Планина се налази у полупустињској области, јужно од Хосровског резервата, а западно од планине се налази Гораванска пустиња. 
На овом подручју у природном окружењу расте бадем (сорте Prunus fenzliana и Prunus nairica) и пистаћи. Ово подручје је једно од главних станишта јерменског муфлона (Ovis ammon gmelini).